# HM-GM-AM-QM
Een veel gebruikte formule, voornamelijk in wiskunde-olympiades en andere wedstrijden, is de HM-GM-AM-QM-ongelijkheid. Dit is de ongelijkheid die zegt dat voor positieve reële getallen {\displaystyle a_{1},a_{2},\dots ,a_{n}} geldt dat het harmonisch gemiddelde (harmonic mean, HM) kleiner of gelijk is aan het meetkundig gemiddelde (geometric mean, GM), dat die op zijn beurt weer kleiner of gelijk is aan het rekenkundig gemiddelde (arithmetic mean, AM), en dat die kleiner of gelijk is aan het kwadratisch gemiddelde (quadratic mean, QM). In formulevorm:
{\displaystyle \min \left(a_{1},a_{2},\ldots ,a_{n}\right)\leq {\frac {n}{\sum _{i=1}^{n}{\frac {1}{a_{i}}}}}\leq {\sqrt[{n}]{\prod \limits _{i=1}^{n}a_{i}}}\leq {\frac {\sum _{i=1}^{n}a_{i}}{n}}\leq {\sqrt {\frac {\sum _{i=1}^{n}a_{i}^{2}}{n}}}\leq \max \left(a_{1},a_{2},\ldots ,a_{n}\right)}
Al deze gemiddelden zijn speciale wortelgemiddelden.

## Bewijs
Het bewijs voor n=2 wordt voor elke ongelijkheid afzonderlijk geleverd. Elk van deze deelbewijzen berust erop dat een kwadraat van een reëel getal altijd niet-negatief is.

## HM-GM
Algemeen geldt dat 
{\displaystyle ({\sqrt {a_{1}}}-{\sqrt {a_{2}}})^{2}\geq 0}.
Uitwerken van het kwadraat levert:
{\displaystyle a_{1}+a_{2}\geq 2{\sqrt {a_{1}a_{2}}}}.
Na aan beide kanten te vermenigvuldigen met {\displaystyle {\frac {\sqrt {a_{1}a_{2}}}{a_{1}+a_{2}}}} staat er 
{\displaystyle {\sqrt {a_{1}a_{2}}}\geq {\frac {2a_{1}a_{2}}{a_{1}+a_{2}}}={\frac {2}{{\frac {1}{a_{1}}}+{\frac {1}{a_{2}}}}}}.

## GM-AM
Het vorige deelbewijs liet zien dat
{\displaystyle a_{1}+a_{2}\geq 2{\sqrt {a_{1}a_{2}}}},
zodat
{\displaystyle {\frac {a_{1}+a_{2}}{2}}\geq {\sqrt {a_{1}a_{2}}}}.

## AM-QM
Uitgaande van 
{\displaystyle (a_{1}-a_{2})^{2}\geq 0}
volgt
{\displaystyle a_{1}^{2}+a_{2}^{2}\geq 2a_{1}a_{2}}.
Als daar aan beide kanten {\displaystyle a_{1}^{2}+a_{2}^{2}} bij opgeteld wordt en gedeeld wordt door 4, staat er: 
{\displaystyle {\frac {a_{1}^{2}+a_{2}^{2}}{2}}\geq {\frac {(a_{1}+a_{2})^{2}}{4}}}.
Na aan beide kanten de wortel te trekken is de uitkomst 
{\displaystyle {\sqrt {\frac {a_{1}^{2}+a_{2}^{2}}{2}}}\geq {\sqrt {\frac {(a_{1}+a_{2})^{2}}{4}}}={\frac {a_{1}+a_{2}}{2}}}.
Hiermee zijn de ongelijkheden bewezen voor n=2. Voor hogere n is het bewijs iets ingewikkelder, maar het komt op hetzelfde principe neer.

## Bewijs GM-AM voor hogere n met de stelling van Jensen
Met de logaritme-functie geeft Jensen:
{\displaystyle {\frac {\sum _{k=1}^{n}\log {a_{k}}}{n}}\leq \log {\frac {\sum _{k=1}^{n}a_{k}}{n}}}
Verhef vervolgens 10 tot de machten aan de linker- en rechterkant van deze ongelijkheid, en er staat:
{\displaystyle {\sqrt[{n}]{\prod _{k=1}^{n}a_{k}}}\leq {\frac {\sum _{k=1}^{n}a_{k}}{n}}}

## Gelijkheid
Alle gemiddelden zijn hetzelfde als alle getallen {\displaystyle a_{1},a_{2},\dots ,a_{n}} hetzelfde zijn. Verder bestaat er geen harmonisch gemiddelde als 
{\displaystyle a_{i}=0}
voor bepaalde 
{\displaystyle i\leq n}.